# MiG-31
Mikojan Gurjevič MiG-31 (ruski: МиГ-31; NATO oznaka "Foxhound") je nadzvučni zrakoplov lovac-presretač razvijan kao zamjena za MiG-25. Dizajniran je u uredu Mikojan i najnapredniji je lovac-presretač dizajniran u Sovjetskom Savezu prije njegovog raspuštanja.

## Razvoj
Na MiGu-25 'Foxbat' su se, unatoč panici koju je izazvao na zapadu sa svojim osobinama, morale napraviti bitne preinake u dizajnu radi postizanja veće brzine, visine leta i brzine penjanja. Nedostaci su bili i u upravljivosti na brzinama presretanja, teškoćama pri letu na malim visinama kao i turbomlazni motor velike potrošnje koji je ograničavao borbeni radijus na nadzvučnim brzinama. Iako je dozvoljena brzina bila 2,8 Maha pilotima je savjetovano da ne prelaze 2,5 M radi čuvanja motora. Na maksimalnoj brzini od 3,2 M koju je avion mogao dostići zasigurno bi došlo do uništenja motora. 
Prvi prototip koji je trebao zamijeniti MiG-25 označen je s Vi-155MP (ruski: Е-155МП) a uzletio je 16. rujna 1975. Iako sliči produženom MiGu-25 radi se o potpuno novom dizajnu. 
Sovjetska ograničenja za proizvodnju prisilila su konstruktore na korištenje nikal čelik za 80% strukture MiG-25. Na Vi-155MP udvostručena je uporaba titanija do 16% i utrostručeno je korištenje aluminijskih dijelova za 33%, što je dovelo do smanjenja težine konstrukcije. Još važnije, nadzvučan brzina je sada omogućena i na manjim visinama leta. Avion je imao veće spremnike za gorivo i nove, efikasnije turbofen motore. Veliki pomak očituje se i u novom,  naprednom radaru koji je sposoban pronalaziti ciljeve iznad i ispod zrakoplova, te istovremeno pratiti više ciljeva. 
Poput svojih prethodnika i MiG-31 bio je u svom razvoju okružen raznim špekulacijama i dezinformacijama o dizajnu i mogućnostima. Za novi presretač zapad je doznao od poručnika Viktora Belenko, pilota koji je sa svojim MiGom-25P 1976. godine prebjegao u Japan. Novi zrakoplov Belenko je opisao kao nadolazeći "Super Foxbat" s dva sjedišta i mogućnosti "preskakanja" krstarećih raketa. Uvodnike zraka opisao je kao one na MiGu-23 iako su u završnom dizajnu bili na drugom mjestu.
Serijska proizvodnja MiGa-31 je počela u 1979. a prvi zrakoplovi u redovnu uporabu ulaze 1982.
Nakon raspada SSSR-u drastično je smanjen proračun za dijelove i održavanje ostavljajući mnoge eskadrile bez mogućnosti održavanja ovih kompleksnih zrakoplova. 1996. godine samo 20% su prijavljeni kao upotrebljiv u bilo kojem trenutku. Početkom 2006. s jačanjem ruskog gospodarstva u letno stanje dovedeno je oko 75% MiGova-31. 
Proizvedeno je oko 500 MiGova-31, od kojih je oko 370  ostalo u Rusiji.
Na manjem broju avionima urađene su modifikacije (MiG-31BM) u vidu ugradnje: 
- modernije elektronike,
- višemodnog radara,
- HOTAS (eng: Hands On Throttle-And-Stick) načina upravljanja (upravljanje kod kojega su sve komande smještene na upravljačkoj palici i gasu tako da pilot nema potrebe s njih pomicati ruke),
- višenamjenskih LCD zaslona.

Nova inačica zrakoplova mogla je ponijeti najmodernije naoružanje.

## Dizajn
Kao i MiG-25, Foxhound je veliki dvomotorni visokokrilac s uvodnicima zraka na obje strane trupa. Ima dva sjedišta, jedan iza drugoga, od kojih je zadnje namijenjeno za časnika naoružanja.

### Konstrukcija i motori
Krila i struktura MiGa-31 su u usporedbi s MiGom-25 ojačana, što je avionu prije svega omogućilo nadzvučni let na manjim visinama. S turboventilatorskim Aviadvigatel D30-F6 motorima s 3.4000 funti potisaka avion na malim visinama postiže 1,23 Maha. Brzina na većim visinama je radi zagrijavanja limitirana na 2.83 M iako bi prema omjeru iskoristivosti avion mogao prijeći 3 M. S obzirom na ulogu presretača i često korištenje naknadnog izgaranja povećana je i potrošnja goriva u odnosu na zrakoplove sličnih dimenzija ali drugih uloga. Količina goriva u odnosu na MiG-25 je povećana za 16.350 kg. Na vanjske podvjesne nosače krila mogu se staviti odbacivi spremnici s dodatnih 5.000 litara goriva. Zadnji proizvedeni zrakoplovi imali su i mogućnost dopune goriva tijekom leta.

### Elektronika
MiG-31 je bio prvi svjetski lovac s ugrađenim pasivnim radarom za elektroničko skeniranje, Zaslon S-800. Djelokrug radara je oko 200 km, istovremeno može pratiti do 10 ciljeva od kojih četiri može napasti istovremeno s AA-9 'Amos' raketama. Radar je opremljen i s infracrvenim sustavom za pretraživanje i praćenje.
Inačice MiG-31M, MiG-31D i MiG-31BS imaju unaprijeđeni Zaslon-M radarski sustav s većom antenom, većim rasponom detekcije(navodno i do 400 km) i sposobnosti da istovremeno napadne više ciljeva u zraku i na tlu.

### Pilotska kabina
MiG-31 je dvosjed s tim da kopilot u stražnjem sjedištu ima zadatak upravljanja radarom i naoružanjem. Iako su kontrole u kokpitu udvostručene, što omogućuje obojici pilota upravljanje, to se rijetko koristilo te je zrakoplovom najčešće upravljao prednji pilot koji ujedno ima i dobru vidljivost dok stražnji pilot ima samo dva manja otvora na bokovima. Razlog korištenja dva člana posade je u rasterećenju glavnog pilota jer se pretpostavljalo da ne može efektivno upravljati zrakoplovom ako istovremeno nadgleda složeni radar i sustav za upravljanje naoružanjem.
Piloti sjede na nula-nula sjedalima za katapultiranje što im omogućuje katapultiranje pri svim visinama i brzinama. Nedavno je i provedena modernizacija dijela flote ugradnjom novije avionike i naprednijeg radara no pretpostavlja se kako cijela flota neće biti dovedena na ovaj standard.

## Tehničke karakteristike
Osnovne karakteristike
- posada: 2
- dužina: 22,69 m
- raspon krila: 13,46 m
- površina krila: 61,6 m2
- visina: 6,15 m

Letne karakteristike
- najveća brzina: 3,000 km/h (2,83 Maha)
- dolet: 3.300 km
  - borbeni dolet: 720 km
- brzina penjanja: 208 m/s
- najveća visina leta: 20.600 m
- specifično opterećenje krila: 665 kg/m2
- motor: 2× Soloviev D-30F6 turbofen motora s naknadnim izgaranjem